# 寬谷站
寬谷站（韓語：관곡역）是朝鮮民主主義人民共和國羅先市羅津區域寬谷洞的一個鐵路車站，属于咸北线。

## 邻近车站
咸北线
先锋站 - 寬谷站 - 雄罗站